# Freek Oxstraat

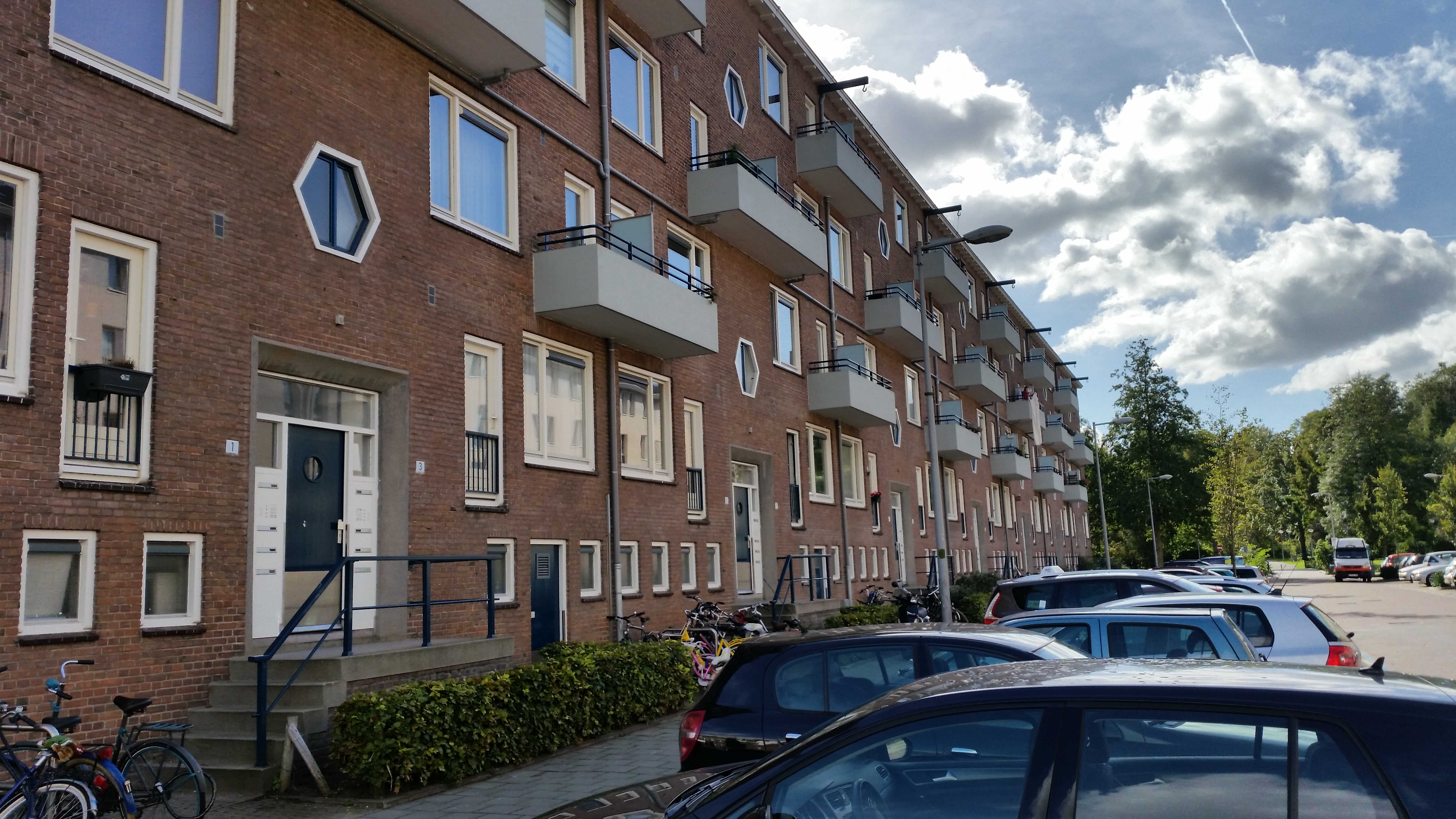
De oneven zijde (oktober 2018)

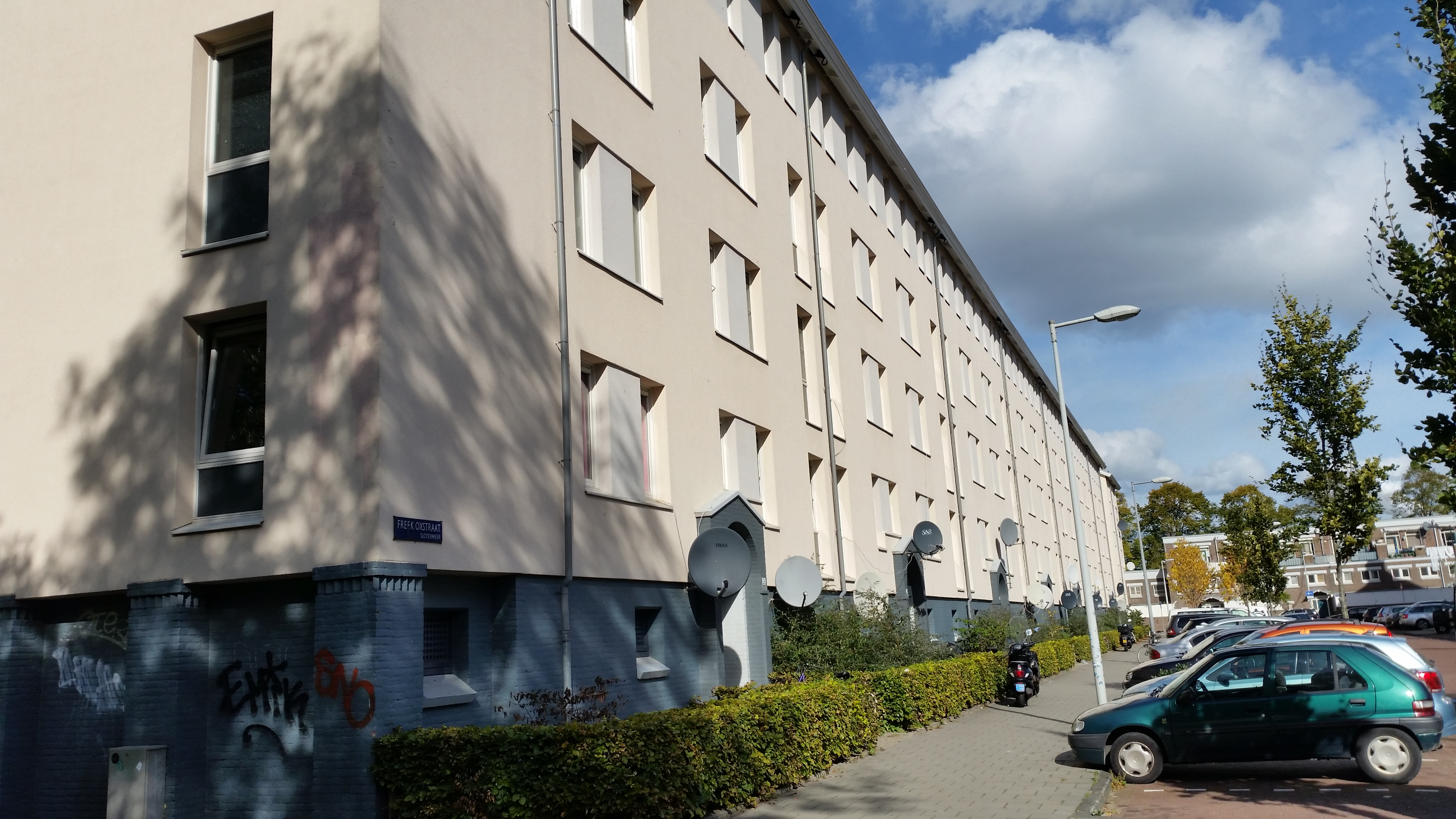
De even zijde (oktober 2018)

Freek Oxstraat is een straat in de Amsterdamse tuinstad Slotermeer. De straat werd op 9 juli 1952 vernoemd naar verzetsstrijder Freek Ox.

## Ligging en geschiedenis
De straat begint als zijstraat van de Theodorus Dobbestraat, loopt zuidwaarts tot de Speelmanstraat, met daaraan parallel een sierwater/gracht. Alle drie de straten zijn vernoemd naar verzetsstrijders (Theodorus Dobbe en Wim Speelman). De Freek Oxstraat heeft geen zijstraten. Aan de overzijde van het sierwater ligt het Gerbrandypark uit de Burgemeestersbuurt; de Hester van Lennepbrug (brug 629, vernoemd naar verzetsstrijder Hester van Lennep) vormt de verbinding.
De straat komt al voor op de plattegrond die Cornelis van Eesteren maakte voor zijn Algemeen Uitbreidingsplan uit 1939. Op die plattegrond is echter het sierwater nog niet ingepland; de flatbebouwing is al wel ingetekend. Door de Tweede Wereldoorlog werd de bouw opgehouden. De Freek Oxstraat wordt gerekend tot het figuurlijke Van Eesterenmuseum, een aanduiding ter herinnering aan de stadsplanner alhier. Een van de woningen (huisnummer 27) is nog ingericht als zijnde in die jaren vijftig; het is een modelwoning die bij rondleidingen gebruikt wordt door het Van Eesteren Paviljoen, een museum gewijd aan het werk van Van Eesteren (de Van Eesteren Museumwoning).
In het begin van de jaren vijftig begon men met bouwen in deze wijk.

## Gebouwen
Het aantal gebouwen aan de Freek Oxstraat is gering. De bebouwing valt in twee delen uiteen. Aan de oneven kant lopen van 1 tot en met 27 begint de bebouwing op de hoek met de Theodorus Dobbestraat. Ze bestaat woningen vermoedelijk van architect Johan Brouwer. Net als de Lex Althoffstraat (vernoemd naar Lex Althoff) heeft dit blok laagbouwflats balkons. Brouwers legde zijn eigen werk vaak vlak na oplevering vast.
De even kant bestaat ook maar uit een woonblok. Deze begint als een overkluizing van de Theodorus Dobbestraat en sluit daarmee aan de bebouwing van de Burgemeester De Vlugtlaan. De huisnummers lopen op van 2 tot en met 28. Het zijn portiekwoningen van het architectenduo Evers en Sarlemijn. Dit blok lijkt aan de zuidkant een overstek te hebben die ook elders in de wijk is te vinden, maar hier is ze dichtgemetseld.

## Kunst
Er bevindt zich geen kunst in de openbare ruimten. Echter, voor de nissen in de ontspanningsbogen van de portieken aan de even zijde maakte Theo Forrer mozaïeken. Zijn collega Raymond Both fabriceerde gelijkende mozaïeken voor in de Speelmanstraat.
Voor Freek Ox werd in Amsterdam ook een plaquette geplaatst; deze bevindt zich niet in de Freek Oxstraat, maar in de Gerrit van der Veenstraat, nabij de plaats waar hij werd doorgeschoten.

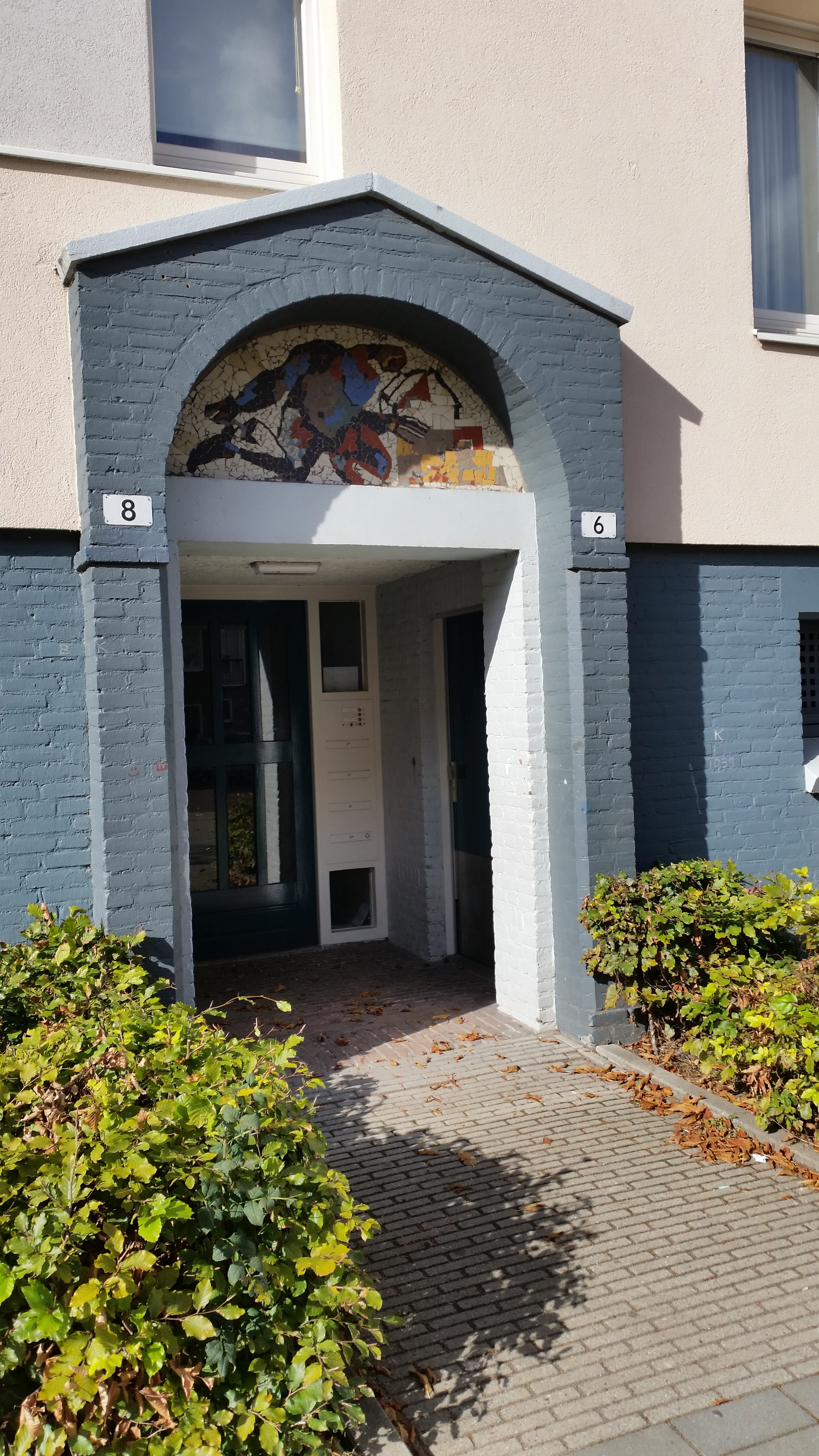
Portiek 6-8 met mozaïek (oktober 2018)
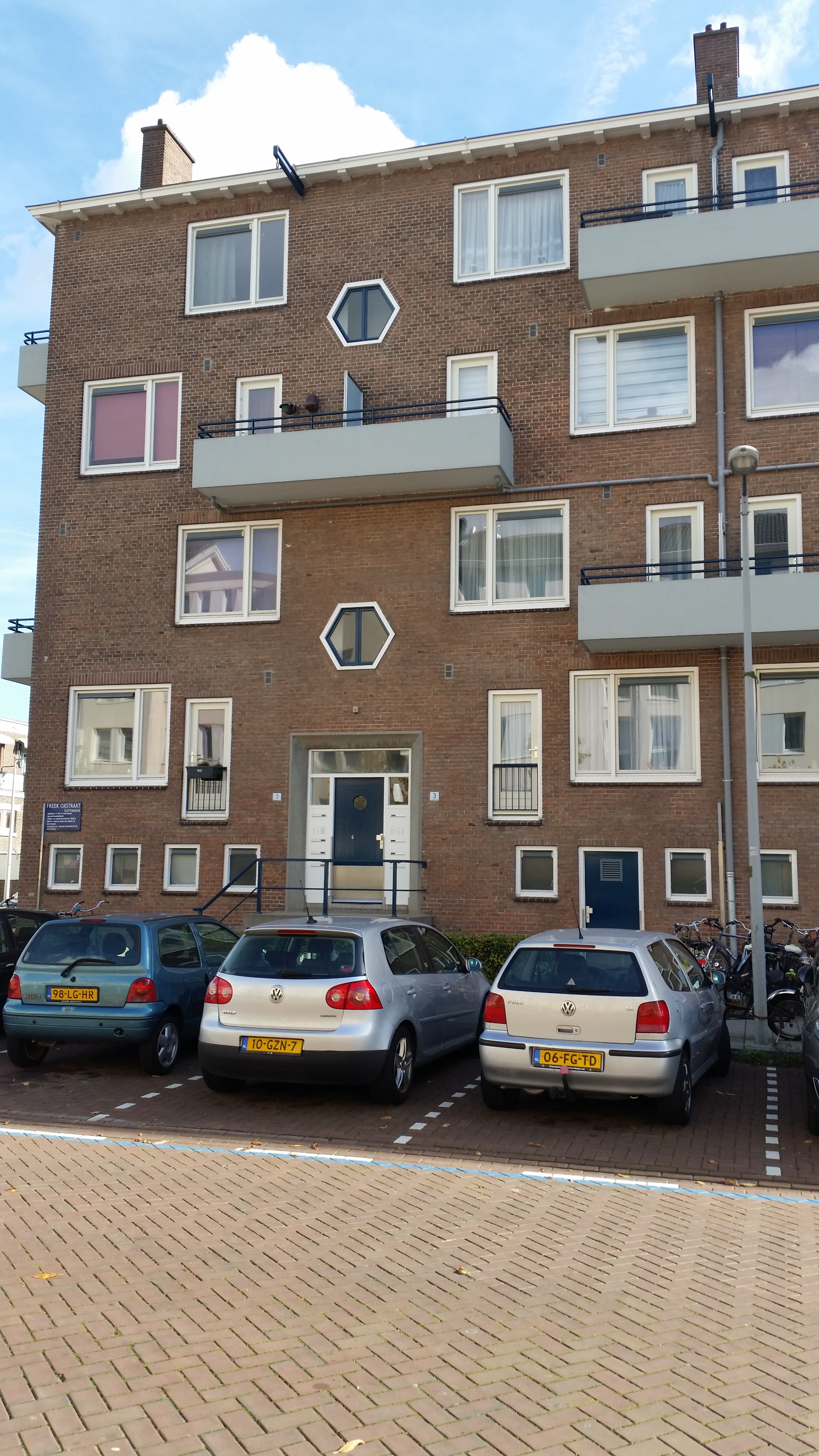
Portiek 1-3 zonder (oktober 2018)